# ماركو بوشمان
ماركو بوشمان (بالألمانية: Marco Buschmann) (مواليد 1 أغسطس 1977 في غلزنكيرشن)؛ سياسي ألماني ينتمي للحزب الديمقراطي الحر (FPD). يشغل منذ 8 ديسمبر 2021 منصب وزير العدل في حكومة شولتس.
من أكتوبر 2017 إلى ديسمبر 2021 كان رئيس الكتلة البرلمانية لحزبه. قبل ذلك كان نائباً في البوندستاغ الألماني من 2009 إلى 2013. من يونيو 2012 إلى أبريل 2014 كان الأمين العام لحزبه في شمال الراين-وستفاليا  ومن يونيو 2014 إلى سبتمبر 2017 القائم بأعمال الحزب الديمقراطي الحر.